# Luthereiche Schönfeld

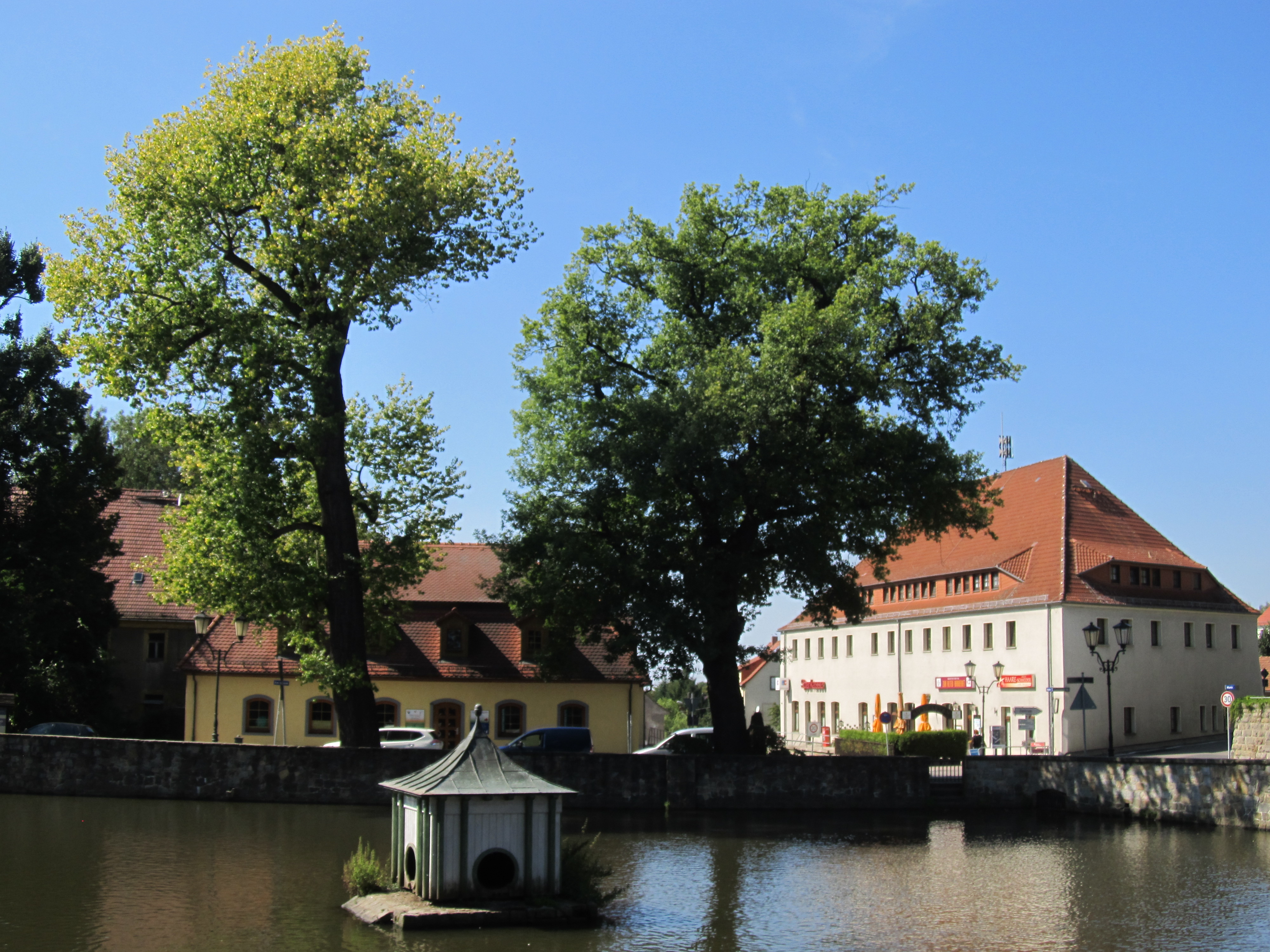
Blick über den Schlossteich mit der Pappel (links) und der Luthereiche (rechts)

Die Luthereiche Schönfeld, auch Luther-Eiche geschrieben, ist ein Gedenkbaum in Dresden im Ortsteil Schönfeld (Ortschaft Schönfeld-Weißig). Der Luthergedenkbaum steht vor dem Schönfelder Schloss und ist mit seinem Stein und der Umzäunung als sächsisches Kulturdenkmal geschützt.

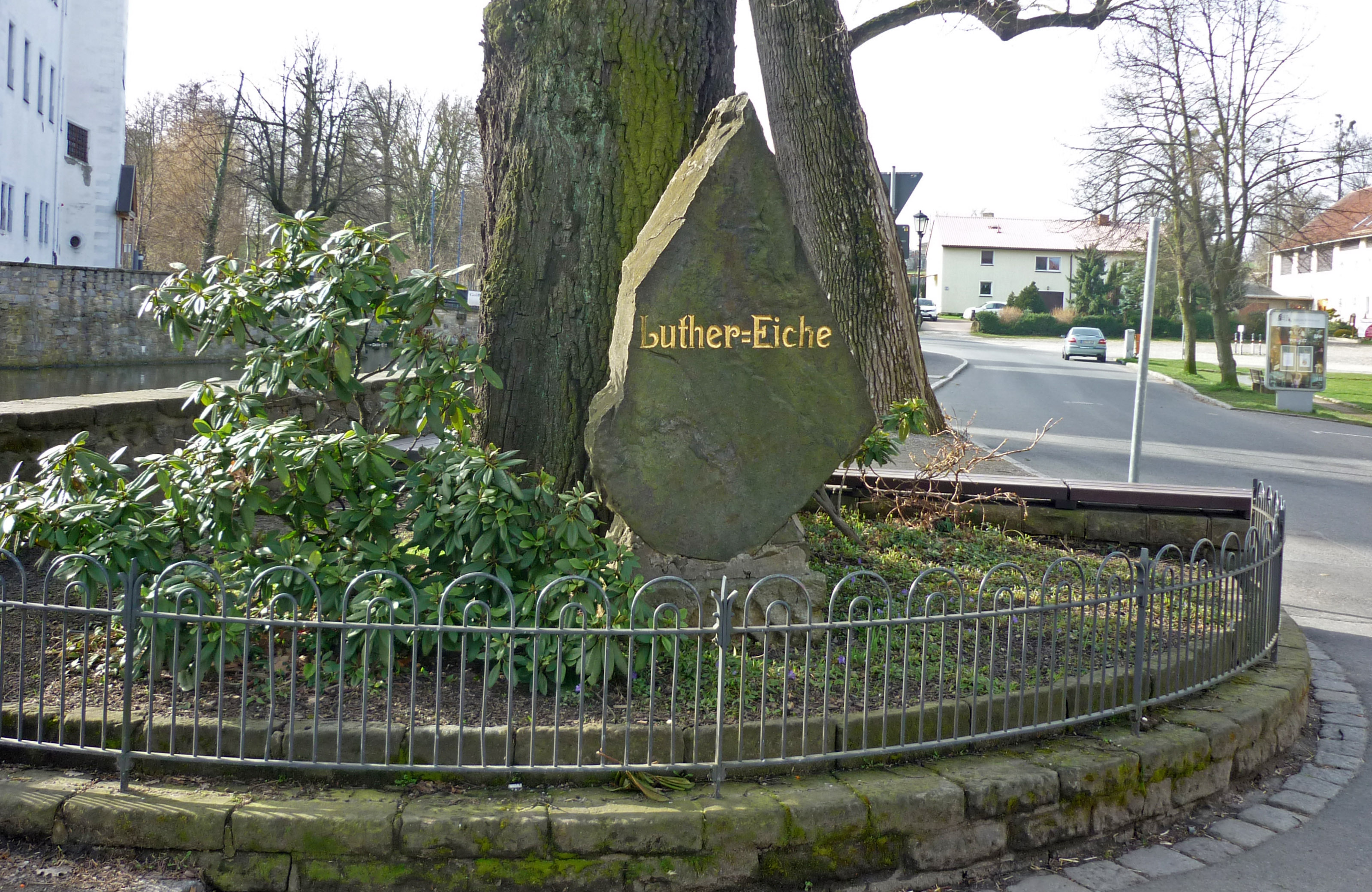
Luthereiche mit Gedenkstein und Umzäunung

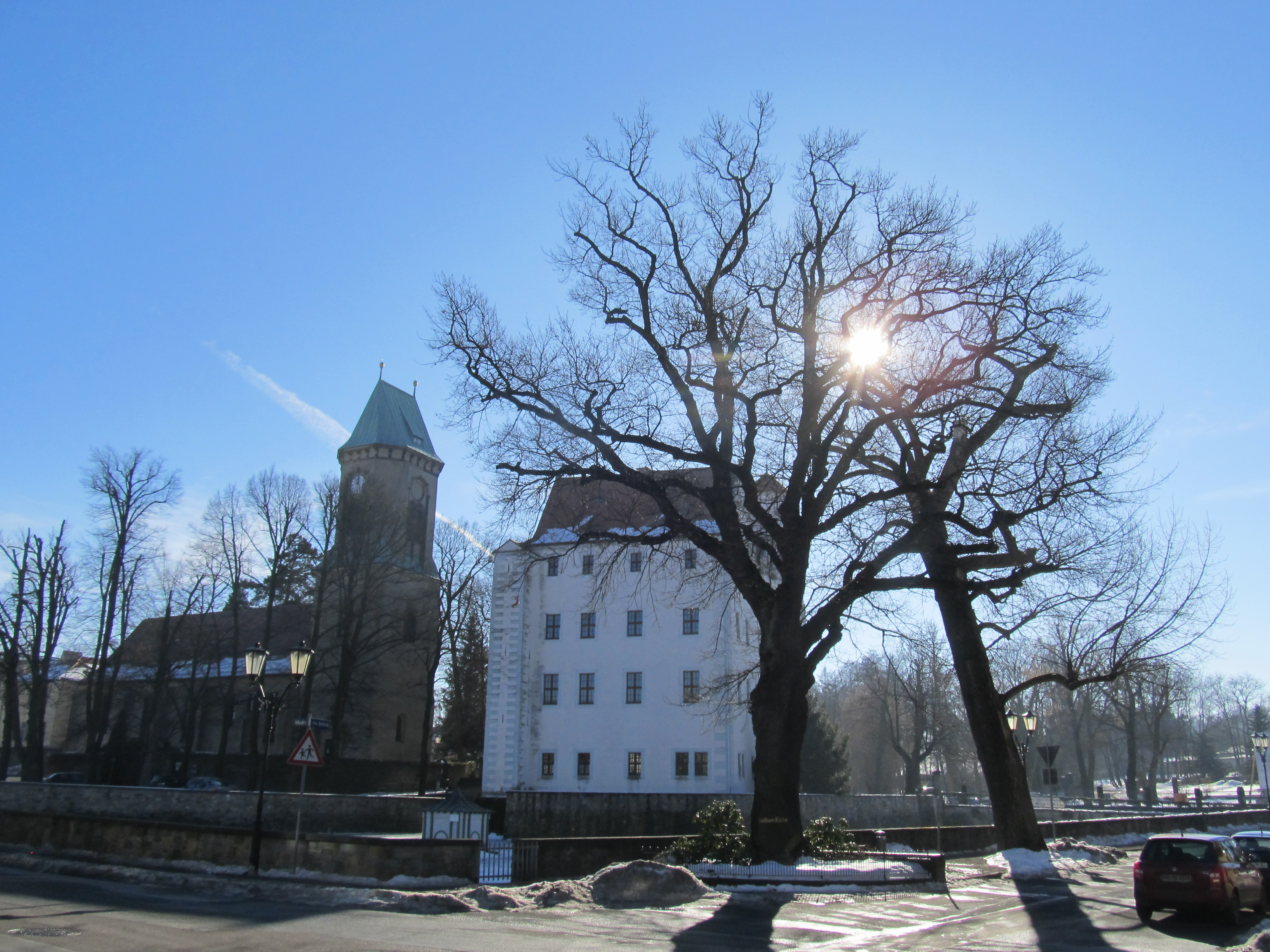
Luthereiche mit Schönfelder Kirche und Schloss im Hintergrund

Die Luthereiche steht an der Einmündung von Markt und Am Schloß, nordwestlich des Ensembles von Schönfelder Schloss und der danebenstehenden Kirche, außerhalb der vor dem Schlossteich befindlichen Mauer. Die Stieleiche (Quercus robur) hat eine Höhe von 19 Metern und einen Kronendurchmesser von 16 Metern bei einem Stammdurchmesser von 0,95 Metern erreicht. Etwa zehn Meter südlich neben dem Baum steht eine Pappel, die die Eiche um etwa einen Meter überragt.
Die Eiche ist im Jahr 1883 anlässlich des 400. Geburtstags des Reformators Martin Luther gepflanzt worden. Vor ihr steht ein Gedenkstein mit der vergoldeten Inschrift „Luther-Eiche“. Die Baumscheibe wird in einem Bogen von einem metallenen Zierzaun umgeben, der auf steinernem Podest steht. Die Baumscheibe befindet sich über dem Straßenniveau.